# Pine Hill (Alabama)
 Pine Hill, Alabama és una població dels Estats Units a l'estat d'Alabama. Segons el cens del 2000 tenia 966 habitants.

## Demografia
Segons el cens del 2000, Pine Hill tenia 966 habitants, 391 habitatges, i 272 famílies. La densitat de població era de 96,1 habitants/km².
Dels 391 habitatges en un 36,6% hi vivien nens de menys de 18 anys, en un 41,4% hi vivien parelles casades, en un 25,8% dones solteres, i en un 30,2% no eren unitats familiars. En el 27,9% dels habitatges hi vivien persones soles l'11,8% de les quals corresponia a persones de 65 anys o més que vivien soles. El nombre mitjà de persones vivint en cada habitatge era de 2,47 i el nombre mitjà de persones que vivien en cada família era de 3,01.
Per edats la població es repartia de la següent manera: un 30,8% tenia menys de 18 anys, un 9% entre 18 i 24, un 24,1% entre 25 i 44, un 22,7% de 45 a 60 i un 13,4% 65 anys o més.
L'edat mediana era de 34 anys. Per cada 100 dones hi havia 87,9 homes. Per cada 100 dones de 18 o més anys hi havia 78,6 homes.
La renda mediana per habitatge era de 23.375 $ i la renda mediana per família de 32.813 $. Els homes tenien una renda mediana de 32.368 $ mentre que les dones 17.396 $. La renda per capita de la població era de 15.845 $. Aproximadament el 28,3% de les famílies i el 30,9% de la població estaven per davall del llindar de pobresa.

## Poblacions més properes
El següent diagrama mostra les poblacions més properes.